# Atoyac, Jalisco
Atoyac là một đô thị thuộc bang Jalisco, México. Năm 2005, dân số của đô thị này là 7870 người.